# Cyrtosperma
Cyrtosperma, biljni rod iz porodice kozlačevki smješten u potporodicu Lasioideae. Postoji 13 vrsta rasprostranjenih od malajskogh poluotoka, Sumatre i Jave na istok do zapadnopacifičkih otoka
Vrste ovog roda su helofiti koji mogu narasti od srednje do gigantske veličine s puzavim debelim rizomima i bodljikavim peteljkama

## Vrste
1. Cyrtosperma beccarianum A.Hay
2. Cyrtosperma bougainvillense A.Hay
3. Cyrtosperma brassii A.Hay
4. Cyrtosperma carrii A.Hay
5. Cyrtosperma cuspidispathum Alderw.
6. Cyrtosperma giganteum Engl.
7. Cyrtosperma gressittiorum A.Hay
8. Cyrtosperma hambalii A.Dearden & A.Hay
9. Cyrtosperma johnstonii (W.Bull ex T.Moore & Mast.) N.E.Br.
10. Cyrtosperma kokodense A.Hay
11. Cyrtosperma macrotum Becc. ex Engl.
12. Cyrtosperma merkusii (Hassk.) Schott
13. Cyrtosperma timikense Imran & A.Hay

## Sinonimi
- Arisacontis Schott